# Trichopterigia teligera
Trichopterigia teligera là một loài bướm đêm trong họ Geometridae.